# Eleições municipais em Curitiba em 1985
As eleições municipais em Curitiba em 1985 ocorreram em 15 de novembro, como parte das eleições em 201 municípios nos 23 estados brasileiros e nos territórios federais do Amapá e Roraima. Foi a primeira eleição da Nova República e a primeira onde os curitibanos escolheram seu prefeito pelo voto direto desde Ivo Arzua Pereira em 1962. No presente caso, foram eleitos o prefeito Roberto Requião e o vice-prefeito Adhail Passos.
Natural de Curitiba, Roberto Requião graduou-se jornalista em 1964 na Pontifícia Universidade Católica do Paraná e pela Universidade Federal do Paraná em 1966, com pós-graduação em Planejamento Urbano no ano seguinte graças a um convênio entre a Comissão de Desenvolvimento Municipal de Curitiba e a Fundação Getulio Vargas. Advogou na seara trabalhista entre Curitiba e São Paulo antes de eleger-se deputado estadual pelo PMDB em 1982. Seu pai, Wallace Tadeu de Melo e Silva, administrou Curitiba de forma interina entre 30 de setembro e 28 de dezembro de 1951, mas foi derrotado por Ney Braga ao disputar esse mesmo cargo em 1954, fato "revertido" pela eleição de Roberto Requião para prefeito da capital paranaense em 1985.
Natural de Guarapuava, o professor Adhail Passos lecionou na Pontifícia Universidade Católica do Paraná e na Universidade Federal do Paraná, além de trabalhar como engenheiro no Ministério das Comunicações. Filiado ao MDB, elegeu-se vereador em Curitiba em 1968, 1972 e 1976, figurando como primeiro suplente de deputado estadual em 1978. Filiado ao PMDB nos anos seguintes, elegeu-se deputado estadual em 1982 e vice-prefeito de Curitiba em 1985.

## Resultado da eleição para prefeito
Foram apurados 499.687 votos nominais (96,10%), 5.067 votos em branco (0,98%) e 15.205 votos nulos (2,92%), resultando no comparecimento de 519.959	eleitores.
| Candidatos a prefeito de Curitiba | Candidatos a vice-prefeito      | Número | Coligação           | Votação | Percentual |
| --------------------------------- | ------------------------------- | ------ | ------------------- | ------- | ---------- |
| Roberto Requião PMDB              | Adhail Passos PMDB              | 15     | PMDB, PCB, PCdoB    | 227.248 | 45,48%     |
| Jaime Lerner PDT                  | Francisco Fernando Fontana PDT  | 12     | PDT, PFL            | 208.384 | 41,70%     |
| Paulo Pimentel PDS                | Ivo Arzua Pereira PDS           | 11     | PDS (sem coligação) | 24.269  | 4,86%      |
| Edésio Passos PT                  | Lafaiete Santos Neves PT        | 13     | PT (sem coligação)  | 14.264  | 2,85%      |
| Newton Bonin PDC                  | Décio do Amaral PDC             | 17     | PDS (sem coligação) | 11.337  | 2,27%      |
| Bento Chimelli PTB                | Júlio Rocha Xavier PTB          | 14     | PTB (sem coligação) | 10.489  | 2,10%      |
| Elliria Timm PH                   | Valéria Filomena de Oliveira PH | 19     | PH (sem coligação)  | 3.696   | 0,74%      |
| Fontes:                           |                                 |        |                     |         |            |